# Alternaria brassicicola

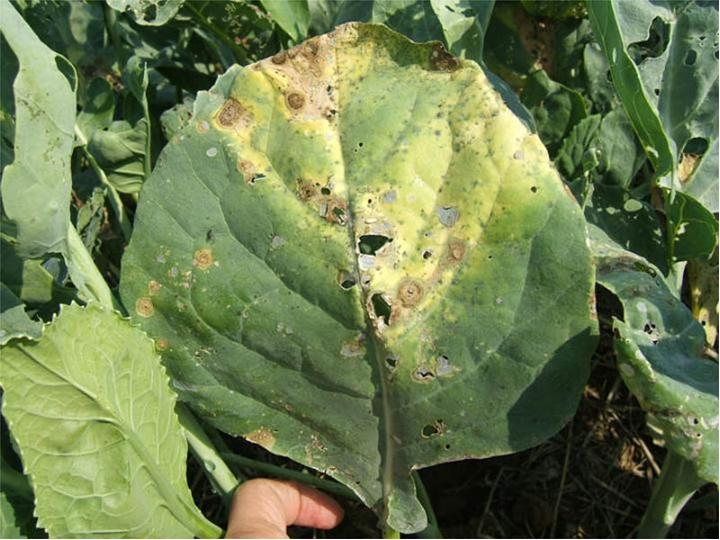
Plamy na liściu kapusty głowiastej wywołane przez grzybnię A. brassicola

Alternaria brassicicola (Schwein.) Wiltshire – gatunek grzybów z klasy Dothideomycetes. Grzyb mikroskopijny.

## Systematyka i nazewnictwo
Pozycja w klasyfikacji według Index Fungorum: Alternaria, Pleosporaceae, Pleosporales, Pleosporomycetidae, Dothideomycetes, Pezizomycotina, Ascomycota, Fungi.
Po raz pierwszy takson ten zdiagnozował w 1832 roku Lewis Schweinitz nadając mu nazwę Helminthosporium brassicicola. Obecną, uznaną przez Index Fungorum nazwę nadał mu w 1947 roku S.P. Wiltshire. 
Znana jest tylko anamorfa tego gatunku. Na podstawie budowy molekularnej i ultrastrukturalnej ustalono, że teleomorfą jest któryś z gatunków grzybów zaliczany do rodzaju Lewia.
Synonimy:

- Alternaria brassicae f. microspora Brunaud 1897
- Alternaria brassicae var. minor Sacc. 1880
- Alternaria circinans (Berk. & M.A. Curtis) P.C. Bolle 1924
- Alternaria oleracea Milbrath 1922
- Helminthosporium brassicae Henn. 1902
- Helminthosporium brassicicola Schwein. 1832
- Macrosporium cheiranthi var. circinans Berk. & M.A. Curtis 1875
- Macrosporium circinans Berk. & M.A. Curtis 1867
- Macrosporium commune var. circinans (Berk. & M.A. Curtis) Sacc. 1886
- Polydesmus exitiosus f. alternarioides (J.G. Kühn) J.G. Kühn 1858
- Polydesmus exitiosus f. luxuriosum (J.G. Kühn) J.G. Kühn 1858
- Sporidesmium exitiosum f. alternarioides J.G. Kühn 1855
- Sporidesmium exitiosum f. luxuriosum J.G. Kühn 1855

## Morfologia
Grzybnię łatwo można hodować na sztucznych pożywkach. Tworzy na nich rozproszoną, ciemnooliwkową kolonię złożoną z septowanych, początkowo hialinowych, potem brunatnobrązowych lub oliwkowych gładkich strzępek o szerokości  1,5–7,5 μm. Konidiofory powstają pojedynczo, lub w grupach po 2–12, a czasami nawet więcej. Wznoszą się powyżej grzybni, są zazwyczaj proste, czasami zagięte, cylindryczne, ale często lekko nabrzmiałe przy podstawie, septowane, barwy od blado do średnio oliwkowej. Mają długość do 70 μm, szerokość 5–8 μm. Konidia powstają zwykle w łańcuszkach po 20 lub więcej sztuk. Łańcuszki te czasami rozgałęziają się. Konidia są proste, cylindryczne lub owalne, zazwyczaj nieco zwężające się w kierunku wierzchołka. Maja zaokrągloną podstawę i posiadają krótki dziobek. Posiadają 1-6, wyjątkowo do 11 przegród poprzecznych, na których są przewężone. Barwa od blado do ciemnooliwkowej i brunatnej, powierzchnia gładka, długość 18–130 μm, szerokość 8–30 μm. Długość dzioba nie przekracza 1/6 długości całego konidium.

## Rozwój
Konidiogeneza zachodzi w temperaturze  8 do 30° C. Dojrzałe zarodniki powstają po 14 do 43 godzinach. W optymalnej temperaturze 16–24° C czas ten wynosi 13 godzin. Warunkiem jest stałe zwilżenie wodą przez okres co najmniej 9–18 godzin, lub względna wilgotność powietrza wynosząca co najmniej 91,5%. Konidiogeneza zachodzi również na martwych szczątkach roślin. W jednym z badań, zakażone liście rzepaku i kapusty umieszczone na zewnątrz na glebie, wytwarzały żywe zarodniki tak długo, dopóki tkanki liści nie uległy zniszczeniu. W przypadku rzepaku było to do 8 tygodni, a dla kapusty do 12 tygodni
Zarodniki A. brassicicola wnikają do tkanek żywiciela przez rany spowodowane pracami polowymi czy żerowaniem szkodników, lub przez aparaty szparkowe, ale potrafią spenetrować także zdrową epidermę. Odróżniają się tym od drugiego gatunku wywołującego czerń krzyżowych – Alternaria brassicae).  Kiełkują w temperaturze  7° C do 30° C. W temperaturze 15° C po 10 godzinach inkubacji wykiełkowało 98% zarodników. Przy temperaturze 35° C i wyższej zarodniki nie kiełkują. Do kiełkowania poza tym niezbędna jest wilgoć.  Czas zwilżenia wynosi co najmniej 5 godzin. Do infekcji dochodzi także przy wilgotności względnej powietrza wynoszącej 95–100% i utrzymującej się stale przez 12–20 godzin. Optymalna temperatura dla rozwoju choroby wynosi 30 °C.
Grzybnia i zarodniki A. brassicola mogą na powierzchni porażonych nasion przetrwać do 2 lat, wewnątrz nasion  nawet 12 lat, gdy nasiona są przechowywane w temperaturze 10° C przy wilgotności względnej 50%. Na porażonych martwych częściach roślin mogą przetrwać do 12 tygodni. W takich warunkach wytwarzają przetrwalnikowe chlamydospory, które są odporne na przemarzanie i odwodnienie. Najdłużej zachowują żywotność w niskich temperaturach (ok. 3° C).

## Występowanie i siedlisko
Gatunek kosmopolityczny, szeroko rozprzestrzeniony na całym świecie. Saprotrof i pasożyt roślin z rodziny kapustowatych (krzyżowych). Jest jednym z patogenów wywołującym u nich chorobę o nazwie czerń krzyżowych. Występuje częściej i jest bardziej patologiczny niż drugi patogen tej choroby – Alternaria brassicae.